# 凱西灣 (帕爾默地)
69°0′S 63°35′W / 69.000°S 63.583°W
凱西灣（英語：Casey Inlet），是南極洲的海灣，位於帕爾默地東岸，處於米勒角和沃爾科特角之間，在1928年由澳大利亞探險家拍攝空中照片，現時由南極條約體系管理。